# Васкуларне биљке
Васкуларне биљке (лат. Tracheophyta) биљна је дивизија у инфрацарству Streptophyta која се састоји од две поддивизије: папратњаче (Pteridophyta, Pteridophytina) са папратима, прапапратима, Equisetum и Lycopodiaceae и Spermatophytina (Spermatophyta) биљке семењаче.
Васкуларно биље има лист, стабљику и корен.

## Разреди и редови
| - Cycadopsida - Cycadales - Equisetopsida C. Agardh - Equisetales - Ginkgoopsida - Ginkgoales - Gnetopsida Thomé - Ephedrales - Gnetales - Welwitschiales - Liliopsida - Acorales - Alismatales - Arecales - Asparagales - Commelinales - Dioscoreales - Liliales - Pandanales - Petrosaviales - Poales - Zingiberales - Lycopodiopsida Bartl. - Isoetales - Lycopodiales - Selaginellales - Magnoliopsida - Amborellales - Apiales - Aquifoliales - Asterales - Austrobaileyales - Berberidopsidales - Boraginales - Brassicales - Bruniales - Buxales - Canellales - Caryophyllales - Celastrales - Ceratophyllales - Chloranthales - Cornales - Crossosomatales - Cucurbitales - Dilleniales - Dipsacales - Ericales - Escalloniales - Fabales - Fagales - Garryales - Gentianales - Geraniales - Gunnerales - Huerteales - Icacinales - Lamiales - Laurales - Magnoliales - Malpighiales - Malvales - Metteniusales - Myrtales - Nymphaeales - Oxalidales - Paracryphiales - Picramniales - Piperales - Proteales - Ranunculales - Rosales - Santalales - Sapindales - Saxifragales - Solanales - Trochodendrales - Vahliales - Vitales - Zygophyllales - Marattiopsida Doweld - Marattiales - Pinopsida - Pinales - Polypodiopsida Cronquist, Takht. & Zimmerm. - Cyatheales - Gleicheniales - Hymenophyllales - Osmundales - Polypodiales - Salviniales - Schizaeales - Psilotopsida D. H. Scott - Ophioglossales - Psilotales |

## Редови и породице

### Cycadopsida
- Cycadopsida
  - Cycadales
    - Cycadaceae: Cycas
    - Zamiaceae: Bowenia, Ceratozamia, Dioon, Encephalartos, Lepidozamia, Macrozamia, Microcycas, Stangeria, Zamia

### Equisetopsida
- Equisetopsida C. Agardh
  - Equisetales

Equisetaceae: Equisetum

### Ginkgoopsida
- Ginkgoopsida
  - Ginkgoales
    - Ginkgoaceae: Ginkgo

### Gnetopsida
- Gnetopsida Thomé
  - Ephedrales
    - Ephedraceae: Ephedra

  - Gnetales
    - Gnetaceae: Gnetum

  - Welwitschiales
    - Welwitschiaceae: Welwitschia

### Liliopsida
- Liliopsida
  - Acorales
    - Acoraceae: Acorus

  - Alismatales
    - Alismataceae: Albidella, Alisma, Astonia, Baldellia, Burnatia, Butomopsis, Caldesia, Damasonium, Echinodorus, Helanthium, Hydrocleys, Limnocharis, Limnophyton, Luronium, Ranalisma, Sagittaria, Wiesneria
    - Aponogetonaceae: Aponogeton
    - Araceae: Aglaodorum, Aglaonema, Alloschemone, Alocasia, Ambrosina, Amorphophallus, Amydrium, Anadendrum, Anaphyllopsis, Anaphyllum, Anchomanes, Anthurium, Anubias, Apoballis, Aridarum, Ariopsis, Arisaema, Arisarum, Arophyton, Arum, Asterostigma, Bakoa, Biarum, Bognera, Bucephalandra, Caladium, Calla, Callopsis, Carlephyton, Cercestis, Chlorospatha, Colletogyne, Colocasia, Croatiella, Cryptocoryne, Culcasia, Cyrtosperma, Dieffenbachia, Dracontioides, Dracontium, Dracunculus, Eminium, Epipremnum, Filarum, Furtadoa, Gearum, Gonatopus, Gorgonidium, Gymnostachys, Hapaline, Helicodiceros, Hestia, Heteropsis, Holochlamys, Homalomena, Incarum, Jasarum, Lagenandra, Lasia, Lasimorpha, Lemna, Lorenzia, Lysichiton, Mangonia, Monstera, Montrichardia, Nephthytis, Ooia, Orontium, Pedicellarum, Peltandra, Philodendron, Philonotion, Phymatarum, Pichinia, Pinellia, Piptospatha, Pistia, Podolasia, Pothoidium, Pothos, Protarum, Pseudohydrosme, Pycnospatha, Remusatia, Rhaphidophora, Rhodospatha, Sauromatum, Scaphispatha, Schismatoglottis, Schottariella, Scindapsus, Spathantheum, Spathicarpa, Spathiphyllum, Spirodela, Stenospermation, Steudnera, Stylochaeton, Symplocarpus, Synandrospadix, Syngonium, Taccarum, Theriophonum, Typhonium, Typhonodorum, Ulearum, Urospatha, Wolffia, Wolffiella, Xanthosoma, Zamioculcas, Zantedeschia, Zomicarpa, Zomicarpella
    - Butomaceae: Butomus
    - Cymodoceaceae: Amphibolis, Cymodocea, Halodule, Syringodium, Thalassodendron
    - Hydrocharitaceae: Appertiella, Blyxa, Egeria, Elodea, Enhalus, Halophila, Hydrilla, Hydrocharis, Lagarosiphon, Limnobium, Najas, Nechamandra, Ottelia, Stratiotes, Thalassia, Vallisneria
    - Juncaginaceae: Cycnogeton, Maundia, Tetroncium, Triglochin
    - Posidoniaceae: Posidonia
    - Potamogetonaceae: Althenia, Groenlandia, Lepilaena, Potamogeton, Stuckenia, Zannichellia
    - Ruppiaceae: Ruppia
    - Scheuchzeriaceae: Scheuchzeria
    - Tofieldiaceae: Harperocallis, Pleea, Tofieldia, Triantha
    - Zosteraceae: Phyllospadix, Zostera

  - Arecales
    - Arecaceae: Acanthophoenix, Acoelorrhaphe, Acrocomia, Actinokentia, Actinorhytis, Adonidia, Aiphanes, Allagoptera, Ammandra, Aphandra, Archontophoenix, Areca, Arenga, Asterogyne, Astrocaryum, Attalea, Bactris, Balaka, Barcella, Basselinia, Beccariophoenix, Bentinckia, Bismarckia, Borassodendron, Borassus, Brahea, Brassiophoenix, Burretiokentia, Butia, Butyagrus, Calamus, Calyptrocalyx, Calyptrogyne, Calyptronoma, Carpentaria, Carpoxylon, Caryota, Ceratolobus, Ceroxylon, Chamaedorea, Chamaerops, Chambeyronia, Chelyocarpus, Chuniophoenix, Clinosperma, Clinostigma, Coccothrinax, Cocos, Colpothrinax, Copernicia, Corypha, Cryosophila, Cyphokentia, Cyphophoenix, Cyphosperma, Cyrtostachys, Daemonorops, Deckenia, Desmoncus, Dictyocaryum, Dictyosperma, Dransfieldia, Drymophloeus, Dypsis, Elaeis, Eleiodoxa, Eremospatha, Eugeissona, Euterpe, Gaussia, Geonoma, Guihaia, Hedyscepe, Hemithrinax, Heterospathe, Howea, Hydriastele, Hyophorbe, Hyospathe, Hyphaene, Iguanura, Iriartea, Iriartella, Itaya, Johannesteijsmannia, Juania, Jubaea, Jubaeopsis, Kentiopsis, Kerriodoxa, Korthalsia, Laccospadix, Laccosperma, Lanonia, Latania, Lemurophoenix, Leopoldinia, Lepidocaryum, Lepidorrhachis, Leucothrinax, Licuala, Linospadix, Livistona, Lodoicea, Loxococcus, Lytocaryum, Manicaria, Marojejya, Masoala, Mauritia, Mauritiella, Maxburretia, Medemia, Metroxylon, Myrialepis, Nannorrhops, Nenga, Neonicholsonia, Neoveitchia, Nephrosperma, Normanbya, Nypa, Oenocarpus, Oncocalamus, Oncosperma, Orania, Oraniopsis, Parajubaea, Pelagodoxa, Phoenicophorium, Phoenix, Pholidocarpus, Pholidostachys, Physokentia, Phytelephas, Pigafetta, Pinanga, Plectocomia, Plectocomiopsis, Podococcus, Pogonotium, Ponapea, Prestoea, Pritchardia, Pseudophoenix, Ptychococcus, Ptychosperma, Raphia, Ravenea, Reinhardtia, Retispatha, Rhapidophyllum, Rhapis, Rhopaloblaste, Rhopalostylis, Roscheria, Roystonea, Sabal, Salacca, Saribus, Satakentia, Satranala, Schippia, Sclerosperma, Serenoa, Socratea, Solfia, Sommieria, Syagrus, Synechanthus, Tahina, Tectiphiala, Thrinax, Trachycarpus, Trithrinax, Veitchia, Verschaffeltia, Voanioala, Wallichia, Washingtonia, Welfia, Wendlandiella, Wettinia, Wodyetia, Zombia
    - Dasypogonaceae: Baxteria, Calectasia, Dasypogon, Kingia

  - Asparagales
    - Amaryllidaceae: Acis, Agapanthus, Allium, Amaryllis, Ammocharis, Apodolirion, Beauverdia, Boophone, Brunsvigia, Calicharis, Caliphruria, Calostemma, Castellanoa, Cearanthes, Chlidanthus, Clinanthus, Clivia, Crinum, Crossyne, Cryptostephanus, Cyrtanthus, Eithea, Eucharis, Eucrosia, Eustephia, Galanthus, Gethyllis, Gilliesia, Griffinia, Habranthus, Haemanthus, Hannonia, Hessea, Hieronymiella, Hippeastrum, Hymenocallis, Ismene, Lapiedra, Leptochiton, Leucocoryne, Leucojum, Lycoris, Mathieua, Miersia, Myobranthus, Namaquanula, Narcissus, Nerine, Nothoscordum, Pamianthe, Pancratium, Paramongaia, Phaedranassa, Phycella, Placea, Plagiolirion, Proiphys, Prototulbaghia, Pyrolirion, Rauhia, Rhodophiala, Scadoxus, Solaria, Speea, Sprekelia, Stenomesson, Sternbergia, Strumaria, Tocantinia, Traubia, Trichlora, Tristagma, Tulbaghia, Ungernia, Urceocharis, Urceolina, Vagaria, Worsleya, Zephyranthes
    - Asparagaceae: Acanthocarpus, Agave, Albuca, Alrawia, Androstephium, Anemarrhena, Anthericum, Aphyllanthes, Arthropodium, Asparagus, Aspidistra, Barnardia, Beaucarnea, Behnia, Bellevalia, Beschorneria, Bessera, Bloomeria, Bowiea, Brimeura, Brodiaea, Calibanus, Camassia, Chamaescilla, Chamaexeros, Chlorogalum, Chlorophytum, Clara, Comospermum, Convallaria, Cordyline, Danae, Dandya, Dasylirion, Daubenya, Diamena, Dichelostemma, Dichopogon, Diora, Dipcadi, Disporopsis, Diuranthera, Dracaena, Drimia, Drimiopsis, Echeandia, Eremocrinum, Eriospermum, Eucomis, Eustrephus, Fessia, Furcraea, Fusifilum, Hagenbachia, Hastingsia, Hemiphylacus, Herreria, Herreriopsis, Hesperaloe, Hesperocallis, Hesperoyucca, Heteropolygonatum, Hosta, Hyacinthella, Hyacinthoides, Hyacinthus, Jaimehintonia, Lachenalia, Laxmannia, Ledebouria, Leopoldia, Leucocrinum, Liriope, Lomandra, Maianthemum, Manfreda, Massonia, Merwilla, Milla, Muilla, Murchisonia, Muscari, Namophila, Nolina, Ophiopogon, Ornithogalum, Oziroe, Paradisea, Peliosanthes, Petronymphe, Polianthes, Polygonatum, Prospero, Pseudogaltonia, Pseudomuscari, Pseudoprospero, Puschkinia, Reineckea, Resnova, Rohdea, Romnalda, Ruscus, Sansevieria, Schizocarphus, Schoenolirion, Scilla, Semele, Sowerbaea, Speirantha, Spetaea, Theropogon, Thysanotus, Trichopetalum, Trihesperus, Triteleia, Triteleiopsis, Tupistra, Veltheimia, Xerolirion, Yucca, Zagrosia
    - Asteliaceae: Astelia, Collospermum, Milligania, Neoastelia
    - Blandfordiaceae: Blandfordia
    - Boryaceae: Alania, Borya
    - Doryanthaceae: Doryanthes
    - Hypoxidaceae: Curculigo, Empodium, Hypoxidia, Hypoxis, Molineria, Pauridia, Rhodohypoxis, Rhodoxis, Saniella, Sinocurculigo, Spiloxene
    - Iridaceae: Alophia, Aristea, Babiana, Bobartia, Calydorea, Chasmanthe, Cipura, Cobana, Crocosmia, Crocus, Cyanixia, Cypella, Devia, Dierama, Dietes, Diplarrena, Duthiastrum, Eleutherine, Ennealophus, Ferraria, Freesia, Geissorhiza, Gelasine, Geosiris, Gladiolus, Herbertia, Hesperantha, Hesperoxiphion, Iris, Isophysis, Ixia, Klattia, Lapeirousia, Larentia, Lethia, Libertia, Mastigostyla, Melasphaerula, Micranthus, Moraea, Nemastylis, Neomarica, Nivenia, Olsynium, Orthrosanthus, Patersonia, Phalocallis, Pillansia, Pseudiris, Pseudotrimezia, Radinosiphon, Romulea, Salpingostylis, Savannosiphon, Sessilanthera, Sisyrinchium, Solenomelus, Sparaxis, Syringodea, Tapeinia, Thereianthus, Tigridia, Trimezia, Tritonia, Tritoniopsis, Watsonia, Witsenia, Xenoscapa, Zygotritonia
    - Ixioliriaceae: Ixiolirion
    - Lanariaceae: Lanaria
    - Orchidaceae: Aa, Abdominea, Acampe, Acanthophippium, Acianthera, Acianthus, Acineta, Acriopsis, Acrochaene, Acrolophia, Acrorchis, Adamantinia, Adenochilus, Adenoncos, Adrorhizon, Aenhenrya, Aerangis, Aeranthes, Aerides, Aetheorhyncha, Aganisia, Aglossorrhyncha, Agrostophyllum, Alamania, Alatiliparis, Altensteinia, Ambrella, Amesiella, Amitostigma, Amoana, Anacamptiplatanthera, Anacamptis, Anacamptorchis, Anathallis, Ancistrochilus, Ancistrorhynchus, Andinia, Androcorys, Angraecopsis, Angraecum, Anguloa, Anoectochilus, Ansellia, Anthogonium, Aphyllorchis, Aplectrum, Aporostylis, Apostasia, Appendicula, Aracamunia, Arachnis, Archivea, Arethusa, Armodorum, Arnottia, Arpophyllum, Arthrochilus, Artorima, Arundina, Ascidieria, Ascochilopsis, Ascochilus, Ascoglossum, Ascolabium, Aspasia, Aspidogyne, Aulosepalum, Auxopus, Barbosella, Barkeria, Bartholina, Basiphyllaea, Baskervilla, Batemannia, Beclardia, Beloglottis, Bensteinia, Benthamia, Benzingia, Bhutanthera, Biermannia, Bifrenaria, Bipinnula, Bletia, Bletilla, Bogoria, Bolusiella, Bonatea, Brachionidium, Brachycorythis, Brachypeza, Brachystele, Bracisepalum, Braemia, Brasiliorchis, Brassavola, Brassia, Brassocattleya, Bromheadia, Broughtonia, Brownleea, Bryobium, Buchtienia, Bulbophyllum, Bulleyia, Burnettia, Caladenia, Calanthe, Calassodia, Caleana, Callostylis, Calochilus, Calopogon, Caluera, Calymmanthera, Calypso, Calyptrochilum, Camaridium, Campanulorchis, Campylocentrum, Capanemia, Cardiochilos, Catasetum, Cattleya, Catyclia, Caucaea, Caularthron, Centroglossa, Centrostigma, Cephalanthera, Cephalantheropsis, Cephalopactis, Cephalorchis, Ceratandra, Ceratocentron, Ceratochilus, Ceratostylis, Chamaeanthus, Chamaegastrodia, Chamelophyton, Chamorchis, Changnienia, Chaseella, Chaubardia, Chaubardiella, Chauliodon, Cheiradenia, Cheirostylis, Chelonistele, Chiloglottis, Chilopogon, Chiloschista, Chloraea, Chondrorhyncha, Chondroscaphe, Christensonella, Chroniochilus, Chrysoglossum, Chysis, Chytroglossa, Cirrhaea, Cischweinfia, Claderia, Cladobium, Cleisocentron, Cleisomeria, Cleisostoma, Cleisostomopsis, Cleistes, Cleistesiopsis, Clematepistephium, Clowesia, Coccineorchis, Cochleanthes, Codonorchis, Coelia, Coeliopsis, Coelogyne, Coilochilus, Collabium, Comparettia, Conchidium, Constantia, Cooktownia, Corallorhiza, Cordiglottis, Coryanthes, Corybas, Corycium, Corymborkis, Cottonia, Cotylolabium, Cranichis, Cremastra, Crepidium, Cribbia, Crossoglossa, Cryptarrhena, Cryptocentrum, Cryptochilus, Cryptopus, Cryptopylos, Cryptostylis, Cuitlauzina, Cyanaeorchis, Cyanicula, Cyanthera, Cybebus, Cyclopogon, Cycnoches, Cymbidiella, Cymbidium, Cynorkis, Cyphochilus, Cypholoron, Cypripedium, Cyrtidiorchis, Cyrtochiloides, Cyrtochilum, Cyrtopodium, Cyrtorchis, Cyrtosia, Cyrtostylis, Cystorchis, Dactylanthera, Dactylocamptis, Dactylodenia, Dactylorhiza, Dactylostalix, Daiotyla, Danhatchia, Deceptor, Degranvillea, Deiregyne, Dendrobium, Dendrochilum, Dendrophylax, Devogelia, Diaphananthe, Diceratostele, Dichaea, Dichromanthus, Dickasonia, Didymoplexiella, Didymoplexiopsis, Didymoplexis, Dienia, Diglyphosa, Dilochia, Dilochiopsis, Dilomilis, Dimerandra, Dimorphorchis, Dinema, Dinklageella, Diodonopsis, Diplocentrum, Diplomeris, Diploprora, Dipodium, Disa, Discyphus, Disperis, Distylodon, Dithrix, Diuris, Domingoa, Dossinia, Dracomonticola, Draconanthes, Dracula, Drakaea, Dresslerella, Dressleria, Dryadella, Dryadorchis, Drymoanthus, Drymoda, Duckeella, Dunstervillea, Dyakia, Earina, Echinorhyncha, Echinosepala, Eclecticus, Eggelingia, Eleorchis, Elleanthus, Eloyella, Eltroplectris, Elythranthera, Embreea, Encyclia, Entomophobia, Ephippianthus, Epiblastus, Epiblema, Epidendrum, Epipactis, Epipogium, Epistephium, Erasanthe, Eria, Eriaxis, Ericksonella, Eriochilus, Eriodes, Eriopsis, Erycina, Erythrodes, Erythrorchis, Esmeralda, Eulophia, Eulophiella, Euryblema, Eurycentrum, Eurychone, Eurystyles, Evotella, Fernandezia, Frigidorchis, Frondaria, Fuertesiella, Funkiella, Galeandra, Galearis, Galeoglossum, Galeola, Galeottia, Galeottiella, Gastrochilus, Gastrodia, Gastrorchis, Gavilea, Geesinkorchis, Gennaria, Genoplesium, Genyorchis, Geodorum, Glomera, Glossodia, Gomesa, Gomphichis, Gonatostylis, Gongora, Goodyera, Govenia, Grammangis, Grammatophyllum, Grandiphyllum, Graphorkis, Grobya, Grosourdya, Guanchezia, Guarianthe, Gunnarella, Gymnadenia, Gymnanacamptis, Gymnotraunsteinera, Gymplatanthera, Gynoglottis, Habenaria, Hagsatera, Halleorchis, Hammarbya, Hancockia, Hapalorchis, Hederorkis, Helleriella, Helonoma, Hemipilia, Hemipiliopsis, Herminium, Herpysma, Hetaeria, Heterotaxis, Hexalectris, Himantoglossum, Hintonella, Hippeophyllum, Hoehneella, Hofmeisterella, Holcoglossum, Holothrix, Homalopetalum, Horichia, Horvatia, Houlletia, Huntleya, Huttonaea, Hygrochilus, Hylaeorchis, Hylophila, Hymenorchis, Imerinaea, India, Inti, Ionopsis, Ipsea, Isabelia, Ischnogyne, Isochilus, Isotria, Ixyophora, Jacquiniella, Jejewoodia, Jejosephia, Jumellea, Kalimantanorchis, Kefersteinia, Kegeliella, Kionophyton, Koellensteinia, Kraenzlinella, Kreodanthus, Kuhlhasseltia, Lacaena, Laelia, Laeliocattleya, Lankesterella, Lecanorchis, Lemurella, Lemurorchis, Leochilus, Lepanthes, Lepanthopsis, Lepidogyne, Leporella, Leptoceras, Leptotes, Ligeophila, Limodorum, Liparis, Listrostachys, Lockhartia, Lockia, Loefgrenianthus, Ludisia, Lueckelia, Lueddemannia, Luisia, Lycaste, Lycomormium, Lyperanthus, Lyroglossa, Macodes, Macradenia, Macroclinium, Macropodanthus, Malaxis, Malleola, Manniella, Mapinguari, Margelliantha, Masdevallia, Maxillaria, Maxillariella, Mediocalcar, Megalorchis, Megalotus, Megastylis, Meiracyllium, Mesadenella, Mesadenus, Mexipedium, Microchilus, Microcoelia, Microepidendrum, Micropera, Microsaccus, Microtatorchis, Microthelys, Microtis, Miltonia, Miltonidium, Miltoniopsis, Mobilabium, Monomeria, Monophyllorchis, Mormodes, Mormolyca, Mycaranthes, Myoxanthus, Myrmechis, Myrmecolaelia, Myrmecophila, Myrosmodes, Mystacidium, Nabaluia, Nemaconia, Neobathiea, Neobolusia, Neocogniauxia, Neogardneria, Neogyna, Neolindleya, Neomoorea, Neotinacamptis, Neotinarhiza, Neotinea, Neotinorchis, Neottia, Neottianthe, Nephelaphyllum, Nephrangis, Nervilia, Neuwiedia, Nidema, Nitidobulbon, Nohawilliamsia, Notheria, Nothodoritis, Nothostele, Notylia, Notyliopsis, Oberonia, Oberonioides, Octarrhena, Octomeria, Odisha, Odontochilus, Odontorrhynchus, Oeceoclades, Oeonia, Oeoniella, Oestlundia, Oligophyton, Oliveriana, Omoea, Oncidium, Ophioglossella, Ophrys, Orchidactylorhiza, Orchigymnadenia, Orchimantoglossum, Orchinea, Orchipedum, Orchiplatanthera, Orchis, Oreorchis, Orestias, Orleanesia, Ornithidium, Ornithocephalus, Ornithochilus, Ornithocidium, Orthoceras, Ossiculum, Otochilus, Otoglossum, Otostylis, Oxystophyllum, Pabstia, Pabstiella, Pachites, Pachyplectron, Pachystoma, Palmorchis, Panisea, Paphinia, Paphiopedilum, Papilionanthe, Papillilabium, Papuaea, Paracaleana, Paradisanthus, Paralophia, Paraphalaenopsis, Parapteroceras, Pecteilis, Pedilochilus, Pelatantheria, Pelexia, Penkimia, Pennilabium, Peristeranthus, Peristeria, Peristylus, Pescatoria, Phaius, Phalaenopsis, Pheladenia, Phloeophila, Pholidota, Phragmipedium, Phragmorchis, Phreatia, Phymatidium, Physoceras, Physogyne, Pilophyllum, Pinalia, Pityphyllum, Platanthera, Platycoryne, Platylepis, Platyrhiza, Platystele, Platythelys, Plectorrhiza, Plectrelminthus, Plectrophora, Pleione, Pleurothallis, Pleurothallopsis, Plocoglottis, Poaephyllum, Podangis, Podochilus, Pogonia, Pogoniopsis, Polycycnis, Polyotidium, Polystachya, Pomatocalpa, Ponera, Ponerorchis, Ponthieva, Porolabium, Porpax, Porphyrodesme, Porphyroglottis, Porphyrostachys, Porroglossum, Porrorhachis, Potosia, Praecoxanthus, Prasophyllum, Prescottia, Promenaea, Prosthechea, Pseudadenia, Pseudanthera, Pseuderia, Pseudinium, Pseudocentrum, Pseudogoodyera, Pseudolaelia, Pseudorchis, Pseudorhiza, Pseudovanilla, Psilochilus, Psychilis, Psychopsis, Psytonia, Pterichis, Pteroceras, Pteroglossa, Pterostemma, Pterostylis, Pterygodium, Pygmaeorchis, Pyrorchis, Quechua, Quekettia, Quisqueya, Rangaeris, Rauhiella, Renanthera, Restrepia, Restrepiella, Rhaesteria, Rhetinantha, Rhinerrhiza, Rhinerrhizopsis, Rhipidoglossum, Rhizanthella, Rhomboda, Rhynchogyna, Rhyncholaelia, Rhynchostele, Rhynchostylis, Ridleyella, Rimacola, Risleya, Robiquetia, Rodriguezia, Roeperocharis, Rossioglossum, Rudolfiella, Saccoglossum, Saccolabiopsis, Saccolabium, Sacoila, Samarorchis, Sanderella, Santanderella, Santotomasia, Sarcanthopsis, Sarcochilus, Sarcoglottis, Sarcoglyphis, Sarcophyton, Sarcostoma, Satyrium, Saundersia, Sauroglossum, Sauvetrea, Scaphosepalum, Scaphyglottis, Schiedeella, Schistotylus, Schizochilus, Schlimia, Schoenorchis, Schuitemania, Schunkea, Scuticaria, Sedirea, Sedirisia, Seegeriella, Seidenfadenia, Seidenfadeniella, Selenipedium, Senghasiella, Serapias, Serapicamptis, Serapirhiza, Sertifera, Sievekingia, Silvorchis, Singchia, Sirhookera, Sirindhornia, Skeptrostachys, Smithorchis, Smithsonia, Smitinandia, Sobennikoffia, Sobralia, Solenangis, Solenidium, Solenocentrum, Soterosanthus, Sotoa, Spathoglottis, Specklinia, Sphyrarhynchus, Spiculaea, Spiranthes, Spongiola, Stalkya, Stanhopea, Staurochilus, Stelis, Stenia, Stenoglottis, Stenoptera, Stenorrhynchos, Stenotyla, Stephanothelys, Stereochilus, Stereosandra, Steveniella, Stichorkis, Stigmatodactylus, Stolzia, Suarezia, Sudacaste, Sudamerlycaste, Summerhayesia, Sunipia, Sutrina, Svenkoeltzia, Systeloglossum, Taeniophyllum, Taeniorrhiza, Tainia, Taprobanea, Teagueia, Telipogon, Tetramicra, Teuscheria, Thaia, Theana, Thecopus, Thecostele, Thelasis, Thelymitra, Thelyschista, Thrixspermum, Thulinia, Thunia, Thysanoglossa, Tipularia, Tolumnia, Tomzanonia, Townsonia, Traunsteinera, Trevoria, Trias, Triceratorhynchus, Trichocentrum, Trichoceros, Trichoglottis, Trichopilia, Trichosalpinx, Trichotosia, Tridactyle, Trigonidium, Triphora, Trisetella, Trizeuxis, Tropidia, Tuberolabium, Tylostigma, Uleiorchis, Uncifera, Vanda, Vandopsis, Vanilla, Vargasiella, Vasqueziella, Ventricularia, Veyretella, Veyretia, Vietorchis, Vitekorchis, Vrydagzynea, Waireia, Warczewiczella, Warmingia, Warrea, Warreella, Warreopsis, Wullschlaegelia, Xenikophyton, Xerorchis, Xylobium, Yoania, Ypsilopus, Ypsilorchis, Zelenkoa, Zeuxine, Zeuxinella, Zootrophion, Zygopetalum, Zygosepalum, Zygostates
    - Tecophilaeaceae: Conanthera, Cyanastrum, Cyanella, Eremiolirion, Kabuyea, Odontostomum, Tecophilaea, Walleria, Zephyra
    - Xanthorrhoeaceae: Agrostocrinum, Aloe, Arnocrinum, Asphodeline, Asphodelus, Astroloba, Astroworthia, Bulbine, Bulbinella, Caesia, Chortolirion, Corynotheca, Dianella, Eremurus, Excremis, Gasteria, Geitonoplesium, Haworthia, Hemerocallis, Hensmania, Herpolirion, Hodgsoniola, Jodrellia, Johnsonia, Kniphofia, Pasithea, Phormium, Simethis, Stawellia, Stypandra, Thelionema, Trachyandra, Tricoryne, Xanthorrhoea
    - Xeronemataceae: Xeronema

  - Commelinales
    - Commelinaceae: Aetheolirion, Amischotolype, Aneilema, Anthericopsis, Belosynapsis, Buforrestia, Callisia, Cartonema, Cochliostema, Coleotrype, Commelina, Cyanotis, Dichorisandra, Dictyospermum, Elasis, Floscopa, Geogenanthus, Gibasis, Gibasoides, Matudanthus, Murdannia, Palisota, Plowmanianthus, Pollia, Polyspatha, Porandra, Pseudoparis, Rhopalephora, Sauvallea, Siderasis, Spatholirion, Stanfieldiella, Streptolirion, Tapheocarpa, Thyrsanthemum, Tinantia, Tradescantia, Tricarpelema, Triceratella, Tripogandra, Weldenia
    - Haemodoraceae: Anigozanthos, Barberetta, Blancoa, Conostylis, Dilatris, Haemodorum, Lachnanthes, Macropidia, Phlebocarya, Pyrrorhiza, Schiekia, Tribonanthes, Wachendorfia, Xiphidium
    - Hanguanaceae: Hanguana
    - Philydraceae: Helmholtzia, Philydrella, Philydrum
    - Pontederiaceae: Eichhornia, Heteranthera, Hydrothrix, Monochoria, Pontederia, Scholleropsis

  - Dioscoreales
    - Burmanniaceae: Afrothismia, Apteria, Burmannia, Campylosiphon, Cymbocarpa, Dictyostega, Geomitra, Gymnosiphon, Haplothismia, Hexapterella, Marthella, Miersiella, Oxygyne, Scaphiophora, Thismia, Tiputinia
    - Dioscoreaceae: Dioscorea, Rajania, Stenomeris, Trichopus
    - Nartheciaceae: Aletris, Lophiola, Metanarthecium, Narthecium, Nietneria
    - Taccaceae: Tacca

  - Liliales
    - Alstroemeriaceae: Alstroemeria, Bomarea, Drymophila, Luzuriaga, Schickendantziella
    - Campynemataceae: Campynema, Campynemanthe
    - Colchicaceae: Androcymbium, Baeometra, Burchardia, Camptorrhiza, Colchicum, Disporum, Gloriosa, Hexacyrtis, Iphigenia, Kuntheria, Ornithoglossum, Sandersonia, Schelhammera, Tripladenia, Uvularia, Wurmbea
    - Corsiaceae: Arachnitis, Corsia, Corsiopsis
    - Liliaceae: Amana, Calochortus, Cardiocrinum, Clintonia, Erythronium, Fritillaria, Gagea, Lilium, Medeola, Nomocharis, Notholirion, Prosartes, Scoliopus, Streptopus, Tricyrtis, Tulipa
    - Melanthiaceae: Amianthium, Anticlea, Chamaelirium, Chionographis, Helonias, Heloniopsis, Paris, Pseudotrillium, Schoenocaulon, Stenanthium, Toxicoscordion, Trillium, Veratrum, Xerophyllum, Ypsilandra, Zigadenus
    - Petermanniaceae: Petermannia
    - Philesiaceae: Lapageria, Philesia
    - Ripogonaceae: Ripogonum
    - Smilacaceae: Heterosmilax, Smilax

  - Pandanales
    - Cyclanthaceae: Asplundia, Carludovica, Chorigyne, Cyclanthus, Dianthoveus, Dicranopygium, Evodianthus, Ludovia, Schultesiophytum, Sphaeradenia, Stelestylis, Thoracocarpus
    - Pandanaceae: Freycinetia, Martellidendron, Pandanus, Sararanga
    - Stemonaceae: Croomia, Pentastemona, Stemona, Stichoneuron
    - Triuridaceae: Kihansia, Kupea, Lacandonia, Peltophyllum, Sciaphila, Seychellaria, Soridium, Triuridopsis, Triuris
    - Velloziaceae: Acanthochlamys, Barbacenia, Barbaceniopsis, Nanuza, Vellozia, Xerophyta

  - Petrosaviales
    - Petrosaviaceae: Japonolirion, Petrosavia

  - Poales
    - Anarthriaceae: Anarthria, Hopkinsia, Lyginia
    - Bromeliaceae: Acanthostachys, Aechmea, Ananas, Androlepis, Araeococcus, Ayensua, Billbergia, Brewcaria, Brocchinia, Bromelia, Canistrum, Catopsis, Connellia, Cottendorfia, Cryptanthus, Deuterocohnia, Disteganthus, Dyckia, Eduandrea, Encholirium, Fascicularia, Fernseea, Fosterella, Glomeropitcairnia, Greigia, Guzmania, Hechtia, Hohenbergia, Hohenbergiopsis, Hohenmea, Lapanthus, Lindmania, Lymania, Mezobromelia, Navia, Neoglaziovia, Neoregelia, Nidularium, Niduregelia, Ochagavia, Orthophytum, Pitcairnia, Portea, Puya, Quesnelia, Ronnbergia, Steyerbromelia, Tillandsia, Vriesea
    - Centrolepidaceae: Aphelia, Centrolepis, Gaimardia
    - Cyperaceae: Actinoschoenus, Actinoscirpus, Afrotrilepis, Amphiscirpus, Androtrichum, Arthrostylis, Ascolepis, Becquerelia, Bisboeckelera, Blysmus, Bolboschoenoplectus, Bolboschoenus, Bulbostylis, Calyptrocarya, Capeobolus, Capitularina, Carex, Carpha, Caustis, Cephalocarpus, Chorizandra, Chrysitrix, Cladium, Coleochloa, Costularia, Crosslandia, Cyathochaeta, Cyathocoma, Cymophyllus, Cyperus, Cypringlea, Diplacrum, Diplasia, Dracoscirpoides, Dulichium, Eleocharis, Epischoenus, Eriophorum, Erioscirpus, Evandra, Everardia, Exocarya, Ficinia, Fimbristylis, Fuirena, Gahnia, Gymnoschoenus, Hellmuthia, Hypolytrum, Isolepis, Karinia, Khaosokia, Kobresia, Koyamaea, Kyllinga, Lagenocarpus, Lepidosperma, Lepironia, Lipocarpha, Machaerina, Mapania, Mesomelaena, Microdracoides, Morelotia, Neesenbeckia, Nelmesia, Nemum, Neoscirpus, Oreobolopsis, Oreobolus, Paramapania, Phylloscirpus, Pleurostachys, Principina, Pseudoschoenus, Ptilothrix, Pycreus, Reedia, Rhynchocladium, Rhynchospora, Schoenoplectiella, Schoenoplectus, Schoenoxiphium, Schoenus, Scirpodendron, Scirpoides, Scirpus, Scleria, Sumatroscirpus, Tetraria, Trachystylis, Trianoptiles, Trichophorum, Trichoschoenus, Tricostularia, Trilepis, Uncinia, Volkiella, Zameioscirpus
    - Ecdeiocoleaceae: Ecdeiocolea, Georgeantha
    - Eriocaulaceae: Actinocephalus, Comanthera, Eriocaulon, Lachnocaulon, Leiothrix, Mesanthemum, Paepalanthus, Rondonanthus, Syngonanthus, Tonina
    - Flagellariaceae: Flagellaria
    - Joinvilleaceae: Joinvillea
    - Juncaceae: Distichia, Juncus, Luzula, Marsippospermum, Oxychloe, Patosia, Rostkovia
    - Mayacaceae: Mayaca
    - Poaceae: Achnatherum, Aciachne, Acidosasa, Acostia, Acrachne, Acritochaete, Acroceras, Actinocladum, Aegilops, Aegilotriticum, Aegopogon, Aeluropus, Afrotrichloris, Agenium, Agnesia, Agropogon, Agropyron, Agropyropsis, Agrostis, Agrostopoa, Aira, Airopsis, Alexfloydia, Alloeochaete, Allolepis, Alloteropsis, Alopecurus, Altoparadisium, Alvimia, Ammochloa, Ammophila, Ampelocalamus, Ampelodesmos, Amphicarpum, Amphipogon, Anadelphia, Ancistrachne, Ancistragrostis, Andropogon, Andropterum, Anemanthele, Aniselytron, Anisopogon, Anomochloa, Anthaenantia, Anthaenantiopsis, Anthephora, Anthosachne, Anthoxanthum, Antinoria, Apera, Aphanelytrum, Apluda, Apochiton, Apoclada, Apocopis, Arberella, Arctagrostis, Arctodupontia, Arctophila, Aristida, Arrhenatherum, Arthragrostis, Arthraxon, Arthropogon, Arthrostylidium, Arundinaria, Arundinella, Arundo, Arundoclaytonia, Asthenochloa, Astrebla, Athroostachys, Atractantha, Aulonemia, Australopyrum, Austrochloris, Austroderia, Austrofestuca, Austrostipa, Avena, Axonopus, Bambusa, Baptorhachis, Bashania, Beckmannia, Bewsia, Bhidea, Blepharidachne, Blepharoneuron, Bonia, Bothriochloa, Bouteloua, Brachiaria, Brachyachne, Brachychloa, Brachyelytrum, Brachypodium, Briza, Bromofestuca, Bromuniola, Bromus, Brylkinia, Buergersiochloa, Calamagrostis, Calammophila, Calamovilfa, Calderonella, Calyptochloa, Canastra, Capeochloa, Capillipedium, Castellia, Catabrosa, Catalepis, Catapodium, Cathariostachys, Cathestecum, Cenchrus, Centotheca, Centrochloa, Centropodia, Cephalostachyum, Chaetium, Chaetobromus, Chaetopoa, Chaetopogon, Chamaeraphis, Chandrasekharania, Chascolytrum, Chasmanthium, Chasmopodium, Chevalierella, Chikusichloa, Chimaerochloa, Chimonobambusa, Chimonocalamus, Chionachne, Chionochloa, Chloris, Chlorocalymma, Chondrosum, Chrysochloa, Chrysopogon, Chusquea, Cinna, Cladoraphis, Clausospicula, Cleistachne, Cleistochloa, Cleistogenes, Coelachne, Coelachyrum, Coelorachis, Coix, Colanthelia, Coleanthus, Colpodium, Connorochloa, Cornucopiae, Cortaderia, Corynephorus, Cottea, Craspedorhachis, Crinipes, Crithopsis, Crypsis, Cryptochloa, Ctenium, Cutandia, Cyathopus, Cymbopogon, Cynochloris, Cynodon, Cynosurus, Cyperochloa, Cyphochlaena, Cyphonanthus, Cyrtochloa, Cyrtococcum, Dactylis, Dactyloctenium, Daknopholis, Dallwatsonia, Danthonia, Danthoniastrum, Danthonidium, Danthoniopsis, Dasyochloa, Dasypyrum, Davidsea, Decaryella, Decaryochloa, Dendrocalamus, Deschampsia, Desmazeria, Desmostachya, Diandrolyra, Diarrhena, Dichaetaria, Dichanthium, Dichelachne, Didymogonyx, Diectomis, Dielsiochloa, Digitaria, Dignathia, Diheteropogon, Dilophotriche, Dimeria, Dinebra, Dinochloa, Diplachne, Diplopogon, Disakisperma, Dissanthelium, Dissochondrus, Distichlis, Dregeochloa, Drepanostachyum, Dryopoa, Dupoa, Dupontia, Duthiea, Eccoptocarpha, Echinaria, Echinochloa, Echinolaena, Echinopogon, Ectrosia, Ehrharta, Ekmanochloa, Eleusine, Elionurus, Ellisochloa, Elyhordeum, Elyleymus, Elymandra, Elymostachys, Elymus, Elytrophorus, Elytrostachys, Enneapogon, Enteropogon, Entolasia, Entoplocamia, Eragrostiella, Eragrostis, Eremitis, Eremocaulon, Eremochloa, Eremopoa, Eremopyrum, Eriachne, Eriochloa, Eriochrysis, Eriocoma, Erioneuron, Euclasta, Eulalia, Eulaliopsis, Eustachys, Exotheca, Fargesia, Farrago, Ferrocalamus, Festuca, Festucopsis, Festulolium, Festulpia, Filgueirasia, Fingerhuthia, Froesiochloa, Garnotia, Gastridium, Gaudinia, Gelidocalamus, Geochloa, Germainia, Gerritea, Gigantocalamus, Gigantochloa, Gilgiochloa, Glaziophyton, Glyceria, Glyphochloa, Gouinia, Graphephorum, Greslania, Guadua, Guaduella, Gymnopogon, Gynerium, Habrochloa, Hackelochloa, Hainardia, Hainardiopholis, Hakonechloa, Halopyrum, Harpachne, Harpochloa, Helictotrichon, Hemarthria, Hemisorghum, Henrardia, Heterachne, Heteranthelium, Heteranthoecia, Heteropholis, Heteropogon, Hickelia, Hierochloe, Hilaria, Himalayacalamus, Hitchcockella, Holcolemma, Holcus, Holttumochloa, Homolepis, Homopholis, Homozeugos, Hookerochloa, Hopia, Hordelymus, Hordeum, Hubbardia, Hubbardochloa, Humbertochloa, Hyalopoa, Hydrothauma, Hygrochloa, Hygroryza, Hylebates, Hymenachne, Hyparrhenia, Hyperthelia, Hypseochloa, Ichnanthus, Imperata, Indocalamus, Indopoa, Indosasa, Isachne, Ischaemum, Iseilema, Ixophorus, Jansenella, Jouvea, Kampochloa, Kaokochloa, Kengyilia, Kerriochloa, Kinabaluchloa, Koeleria, Koordersiochloa, Lachnagrostis, Lagurus, Lamarckia, Lasiacis, Lasiurus, Lecomtella, Leersia, Leptagrostis, Leptaspis, Leptocarydion, Leptochloa, Leptothrium, Lepturidium, Lepturopetium, Lepturus, Leydeum, Leymostachys, Leymus, Limnas, Limnodea, Limnopoa, Lindbergella, Lintonia, Lithachne, Littledalea, Loliolum, Lolium, Lophacme, Lophatherum, Lopholepis, Lophopogon, Loudetia, Loudetiopsis, Louisiella, Loxodera, Luziola, Lycochloa, Lycurus, Lygeum, Maclurochloa, Maclurolyra, Maltebrunia, Manisuris, Mayariochloa, Megalachne, Megaloprotachne, Megastachya, Melanocenchris, Melica, Melinis, Melocalamus, Melocanna, Merostachys, Merxmuellera, Mesosetum, Metcalfia, Mibora, Micraira, Microcalamus, Microchloa, Micropyropsis, Micropyrum, Microstegium, Milium, Miscanthus, Mnesithea, Mniochloa, Molinia, Monachather, Monelytrum, Monocymbium, Monodia, Mosdenia, Muhlenbergia, Mullerochloa, Munroa, Myriocladus, Myriostachya, Narduroides, Nardus, Nassella, Nastus, Neesiochloa, Nematopoa, Neobouteloua, Neohouzeaua, Neololeba, Neomicrocalamus, Neostapfia, Neostapfiella, Nephelochloa, Neurachne, Neuropoa, Neyraudia, Notochloe, Ochlandra, Ochthochloa, Odyssea, Oligostachyum, Olmeca, Olyra, Ophiochloa, Ophiuros, Oplismenopsis, Oplismenus, Orcuttia, Oreobambos, Oreochloa, Oreopoa, Orinus, Oropetium, Ortachne, Orthoclada, Orthoraphium, Oryza, Oryzidium, Oryzopsis, Otachyrium, Otatea, Ottochloa, Oxychloris, Oxyrhachis, Oxytenanthera, Panicum, Pappophorum, Parabambusa, Paractaenum, Parafestuca, Parahyparrhenia, Paraneurachne, Parapholis, Paratheria, Pariana, Parodiolyra, Parodiophyllochloa, Paspalidium, Paspalum, Pennisetum, Pentameris, Pentapogon, Pereilema, Periballia, Perotis, Perrierbambus, Peyritschia, Phacelurus, Phaenanthoecium, Phaenosperma, Phalaris, Pharus, Pheidochloa, Phippsia, Phleum, Pholiurus, Phragmites, Phuphanochloa, Phyllorachis, Phyllosasa, Phyllostachys, Pinga, Piptatheropsis, Piptatherum, Piptochaetium, Piptophyllum, Piresia, Piresiella, Plagiantha, Plagiosetum, Pleioblastus, Pleuropogon, Plinthanthesis, Poa, Podophorus, Poecilostachys, Pogonachne, Pogonarthria, Pogonatherum, Pogonochloa, Pogononeura, Pohlidium, Polevansia, Polypogon, Polytoca, Polytrias, Pommereulla, Potamophila, Prosphytochloa, Psammagrostis, Psammochloa, Psathyrostachys, Pseudanthistiria, Pseudechinolaena, Pseudobromus, Pseudodanthonia, Pseudodichanthium, Pseudopentameris, Pseudopogonatherum, Pseudoraphis, Pseudosasa, Pseudosorghum, Pseudostachyum, Pseudoxytenanthera, Pseudozoysia, Psilolemma, Psilurus, Ptilagrostis, Puccinellia, Pucciphippsia, Puelia, Racemobambos, Raddia, Raddiella, Ratzeburgia, Rehia, Reimarochloa, Reitzia, Relchela, Reynaudia, Rheochloa, Rhipidocladum, Rhizocephalus, Rhynchoryza, Rhytachne, Richardsiella, Rostraria, Rottboellia, Rytidosperma, Saccharum, Sacciolepis, Sarocalamus, Sartidia, Sasa, Sasaella, Saugetia, Schismus, Schizachne, Schizachyrium, Schizostachyum, Schmidtia, Schoenefeldia, Sclerochloa, Sclerodactylon, Scleropogon, Scolochloa, Scribneria, Scutachne, Secale, Sehima, Semiarundinaria, Sesleria, Setaria, Setariopsis, Shibataea, Silentvalleya, Simplicia, Sinarundinaria, Sinobambusa, Sinocalamus, Sinochasea, Sirochloa, Snowdenia, Soderstromia, Soejatmia, Sohnsia, Sorghastrum, Sorghum, Spartina, Spartochloa, Spathia, Sphaerobambos, Sphaerocaryum, Spheneria, Sphenopholis, Sphenopus, Spinifex, Spodiopogon, Sporobolus, Steinchisma, Steirachne, Stenostachys, Stenotaphrum, Stephanachne, Stereochlaena, Steyermarkochloa, Stipa, Stipagrostis, Stiporyzopsis, Streptochaeta, Streptogyna, Streptolophus, Streptostachys, Styppeiochloa, Sucrea, Suddia, Swallenia, Sylvipoa, Symplectrodia, Taeniatherum, Taeniorhachis, Tarigidia, Tatianyx, Temburongia, Temochloa, Tenaxia, Tetrachaete, Tetrachne, Tetrapogon, Thamnocalamus, Thaumastochloa, Thedachloa, Thelepogon, Themeda, Thinopyrum, Thrasya, Thrasyopsis, Thuarea, Thyridachne, Thyridolepis, Thyrsostachys, Thysanolaena, Toliara, Torreyochloa, Tovarochloa, Trachypogon, Trachys, Tragus, Tribolium, Trichloris, Tricholaena, Trichoneura, Trichopteryx, Tridens, Trilobachne, Triniochloa, Triodia, Triplachne, Triplasis, Triplopogon, Tripogon, Tripsacum, Triraphis, Triscenia, Trisetaria, Trisetokoeleria, Trisetum, Tristachya, Triticale, Triticosecale, Triticum, Trititrigia, Tuctoria, Uniola, Uranthoecium, Urelytrum, Urochlaena, Urochloa, Urochondra, Valiha, Vaseyochloa, Veldkampia, Ventenata, Vietnamocalamus, Vietnamochloa, Vietnamosasa, Viguierella, Vossia, Vulpia, Vulpiella, Walwhalleya, Wangenheimia, Whiteochloa, Willkommia, Xerochloa, Yakirra, Yushania, Yvesia, Zea, Zenkeria, Zeugites, Zingeria, Zizania, Zizaniopsis, Zonotriche, Zoysia, Zygochloa
    - Rapateaceae: Amphiphyllum, Cephalostemon, Duckea, Epidryos, Guacamaya, Kunhardtia, Marahuacaea, Maschalocephalus, Monotrema, Phelpsiella, Potarophytum, Rapatea, Saxo-fridericia, Schoenocephalium, Spathanthus, Stegolepis, Windsorina
    - Restionaceae: Alexgeorgea, Anthochortus, Apodasmia, Askidiosperma, Baloskion, Calorophus, Cannomois, Catacolea, Ceratocaryum, Chaetanthus, Chordifex, Coleocarya, Cytogonidium, Dapsilanthus, Desmocladus, Dielsia, Elegia, Empodisma, Eurychorda, Harperia, Hydrophilus, Hypodiscus, Hypolaena, Kulinia, Lepidobolus, Leptocarpus, Lepyrodia, Loxocarya, Mastersiella, Meeboldina, Melanostachya, Nevillea, Onychosepalum, Platycaulos, Platychorda, Restio, Rhodocoma, Soroveta, Sporadanthus, Staberoha, Stenotalis, Taraxis, Thamnochortus, Tremulina, Tyrbastes, Willdenowia, Winifredia
    - Thurniaceae: Prionium, Thurnia
    - Typhaceae: Sparganium, Typha
    - Xyridaceae: Abolboda, Achlyphila, Aratitiyopea, Orectanthe

  - Zingiberales
    - Cannaceae: Canna
    - Costaceae: Chamaecostus, Costus, Dimerocostus, Hellenia, Monocostus, Paracostus, Tapeinochilos
    - Heliconiaceae: Heliconia
    - Lowiaceae: Orchidantha
    - Marantaceae: Afrocalathea, Calathea, Ctenanthe, Donax, Halopegia, Haumania, Hylaeanthe, Hypselodelphys, Indianthus, Ischnosiphon, Koernickanthe, Maranta, Marantochloa, Megaphrynium, Monophyllanthe, Monotagma, Myrosma, Phrynium, Pleiostachya, Sanblasia, Saranthe, Sarcophrynium, Schumannianthus, Stachyphrynium, Stromanthe, Thalia, Thaumatococcus, Trachyphrynium
    - Musaceae: Ensete, Musa, Musella
    - Strelitziaceae: Phenakospermum, Ravenala, Strelitzia
    - Zingiberaceae: Aframomum, Alpinia, Amomum, Aulotandra, Boesenbergia, Burbidgea, Camptandra, Caulokaempferia, Cautleya, Cornukaempferia, Curcuma, Cyphostigma, Distichochlamys, Elettaria, Elettariopsis, Etlingera, Gagnepainia, Geocharis, Geostachys, Globba, Haniffia, Haplochorema, Hedychium, Hemiorchis, Hitchenia, Hornstedtia, Kaempferia, Kedhalia, Laosanthus, Larsenianthus, Leptosolena, Myxochlamys, Nanochilus, Newmania, Parakaempferia, Plagiostachys, Pleuranthodium, Pommereschea, Renealmia, Rhynchanthus, Riedelia, Roscoea, Scaphochlamys, Siamanthus, Siliquamomum, Siphonochilus, Smithatris, Stadiochilus, Stahlianthus, Tamijia, Vanoverberghia, Zingiber

### Lycopodiopsida
- Lycopodiopsida Bartl.
  - Isoetales
    - Isoetaceae: Isoetes

  - Lycopodiales
    - Lycopodiaceae: Austrolycopodium, Diphasiastrum, Huperzia, Lycopodiella, Lycopodium, Palhinhaea, Phlegmariurus, Phylloglossum, Pseudolycopodiella

  - Selaginellales
    - Selaginellaceae: Selaginella

### Magnoliopsida
- Magnoliopsida
  - Amborellales
    - Amborellaceae: Amborella

  - Apiales
    - Apiaceae: Aciphylla, Acronema, Actinolema, Actinotus, Adenosciadium, Aegokeras, Aegopodium, Aethusa, Afroligusticum, Afrosciadium, Afrosison, Agasyllis, Ainsworthia, Alepidea, Aletes, Ammi, Ammodaucus, Ammoides, Ammoselinum, Andriana, Anethum, Angelica, Anginon, Angoseseli, Anisopoda, Anisosciadium, Anisotome, Annesorhiza, Anthriscus, Aphanopleura, Apiastrum, Apiopetalum, Apium, Apodicarpum, Arafoe, Arctopus, Arcuatopterus, Arracacia, Artedia, Asciadium, Asteriscium, Astomaea, Astrantia, Astrodaucus, Astydamia, Athamanta, Atrema, Aulacospermum, Aulospermum, Austropeucedanum, Autumnalia, Azilia, Azorella, Berula, Bifora, Bilacunaria, Billburttia, Bolax, Bonannia, Bowlesia, Brachyscias, Bubon, Bunium, Bupleurum, Cachrys, Calyptrosciadium, Canaria, Cannaboides, Capnophyllum, Carlesia, Caropsis, Carum, Caucalis, Cenolophium, Centella, Cephalopodum, Cervaria, Chaerophyllopsis, Chaerophyllum, Chamaesciadium, Chamaesium, Chamarea, Changium, Chlaenosciadium, Chuanminshen, Chymsydia, Cicuta, Cnidium, Coaxana, Conioselinum, Conium, Conopodium, Coriandrum, Coristospermum, Cortia, Cortiella, Cotopaxia, Coulterophytum, Crithmum, Cryptotaenia, Cuminum, Cyathoselinum, Cyclorhiza, Cyclospermum, Cymbocarpum, Cymopterus, Cynapium, Cynorhiza, Cynosciadium, Dahliaphyllum, Dasispermum, Daucosma, Daucus, Dethawia, Deverra, Dichoropetalum, Dichosciadium, Dickinsia, Dicyclophora, Dimorphosciadium, Diplaspis, Diplolophium, Diplotaenia, Diposis, Domeykoa, Donnellsmithia, Dracosciadium, Drusa, Ducrosia, Dystaenia, Echinophora, Ekimia, Elaeosticta, Eleutherospermum, Enantiophylla, Endressia, Eremocharis, Eremodaucus, Ergocarpon, Erigenia, Eriocycla, Eriosynaphe, Eryngium, Eurytaenia, Exoacantha, Ezosciadium, Falcaria, Fergania, Ferula, Ferulago, Ferulopsis, Foeniculum, Frommia, Froriepia, Fuernrohria, Galagania, Geocaryum, Gingidia, Glaucosciadium, Glehnia, Glia, Glochidotheca, Gongylosciadium, Gongylotaxis, Grafia, Grammosciadium, Gymnophyton, Halosciastrum, Hansenia, Haplosciadium, Haplosphaera, Harbouria, Harperella, Harrysmithia, Haussknechtia, Hellenocarum, Helosciadium, Heptaptera, Heracleum, Hermas, Heteromorpha, Hippomarathrum, Hladnikia, Hohenackeria, Homalocarpus, Homalosciadium, Horstrissea, Hyalolaena, Hydrocotyle, Hymenidium, Hymenolaena, Imperatoria, Indoschulzia, Itasina, Johrenia, Kadenia, Kafirnigania, Kailashia, Kalakia, Kamelinia, Kandaharia, Karatavia, Karnataka, Kedarnatha, Kelussia, Keraymonia, Kitagawia, Klotzschia, Komarovia, Korshinskya, Kozlovia, Krubera, Kundmannia, Kuramosciadium, Ladyginia, Lagoecia, Lalldhwojia, Laser, Laserpitium, Lecokia, Ledebouriella, Lefebvrea, Leiotulus, Leutea, Levisticum, Libanotis, Lichtensteinia, Lignocarpa, Ligusticopsis, Ligusticum, Lilaeopsis, Limnosciadium, Lipskya, Lisaea, Lithosciadium, Lomatium, Lomatocarpa, Lomatocarum, Mackinlaya, Macroselinum, Magadania, Magydaris, Malabaila, Marlothiella, Mastigosciadium, Mathiasella, Mediasia, Meeboldia, Melanosciadium, Meum, Micropleura, Microsciadium, Modesciadium, Mogoltavia, Molopospermum, Musineon, Mutellina, Myrrhidendron, Myrrhis, Nanobubon, Naufraga, Neogoezia, Neomuretia, Neonelsonia, Neoparrya, Neosciadium, Niphogeton, Nirarathamnos, Normantha, Nothosmyrnium, Notiosciadium, Notobubon, Notopterygium, Oedibasis, Oenanthe, Oligocladus, Oliveria, Opoidia, Opopanax, Opsicarpium, Oreocome, Oreocomopsis, Oreofraga, Oreonana, Oreoschimperella, Oreoselinum, Oreoxis, Orlaya, Ormopterum, Ormosciadium, Ormosolenia, Orogenia, Oschatzia, Osmorhiza, Ostericum, Ottoa, Oxypolis, Pachypleurum, Palimbia, Paraligusticum, Paraselinum, Parasilaus, Pastinaca, Pastinacopsis, Paulita, Pedinopetalum, Pentapeltis, Perideridia, Perissocoeleum, Petagnaea, Petroedmondia, Petroselinum, Peucedanum, Phellolophium, Phlojodicarpus, Phlyctidocarpa, Physospermopsis, Physospermum, Physotrichia, Pilopleura, Pimpinella, Pinda, Platysace, Pleurospermopsis, Pleurospermum, Podistera, Polemannia, Polemanniopsis, Polytaenia, Postiella, Prangos, Prionosciadium, Psammogeton, Pseudocannaboides, Pseudocarum, Pseudopimpinella, Pseudoridolfia, Pseudoselinum, Pseudotrachydium, Pternopetalum, Pterocyclus, Pteroselinum, Pterygopleurum, Pteryxia, Ptilimnium, Ptychotis, Pycnocycla, Pyramidoptera, Registaniella, Rhabdosciadium, Rhodosciadium, Rhopalosciadium, Rhysopterus, Ridolfia, Rivasmartinezia, Rohmooa, Rughidia, Rumia, Rupiphila, Rutheopsis, Sajanella, Sanicula, Saposhnikovia, Scaligeria, Scandia, Scandix, Scaraboides, Schoenolaena, Schoenoselinum, Schrenkia, Schtschurowskia, Schulzia, Sclerochorton, Sclerosciadium, Sclerotiaria, Scrithacola, Selinopsis, Selinum, Semenovia, Seseli, Seselopsis, Shoshonea, Siculosciadium, Silaum, Siler, Sillaphyton, Silphiodaucus, Sinocarum, Sinodielsia, Sinolimprichtia, Sison, Sium, Sivadasania, Smyrniopsis, Smyrnium, Spananthe, Spermolepis, Sphaenolobium, Sphaerosciadium, Sphallerocarpus, Spuriopimpinella, Stefanoffia, Steganotaenia, Stenocoelium, Stenosemis, Stenotaenia, Stewartiella, Stoibrax, Synclinostyles, Synelcosciadium, Szovitsia, Taenidia, Tamamschjanella, Tamamschjania, Tana, Tauschia, Tetrataenium, Thamnosciadium, Thapsia, Thaspium, Thecocarpus, Thysselinum, Tiedemannia, Tilingia, Todaroa, Tommasinia, Tongoloa, Tordyliopsis, Tordylium, Torilis, Trachydium, Trachymene, Trachyspermum, Trepocarpus, Tricholaser, Trigonosciadium, Trinia, Trocdaris, Trochiscanthes, Turgenia, Vanasushava, Vesper, Vicatia, Villarrealia, Visnaga, Vvedenskya, Xanthogalum, Xanthoselinum, Xanthosia, Xatardia, Xyloselinum, Yabea, Zeravschania, Zizia, Zosima
    - Araliaceae: Anakasia, Apiopetalum, Aralia, Astrotricha, Brassaiopsis, Cephalaralia, Cheirodendron, Chengiopanax, Cussonia, Dendropanax, Eleutherococcus, Fatshedera, Fatsia, Gamblea, Harmsiopanax, Hedera, Heteropanax, Kalopanax, Mackinlaya, Macropanax, Merrilliopanax, Meryta, Metapanax, Motherwellia, Neopanax, Oplopanax, Oreopanax, Osmoxylon, Panax, Plerandra, Polyscias, Pseudopanax, Raukaua, Schefflera, Seemannaralia, Sinopanax, Tetrapanax, Trevesia, Woodburnia
    - Griseliniaceae: Griselinia
    - Myodocarpaceae: Delarbrea, Myodocarpus
    - Pennantiaceae: Pennantia
    - Pittosporaceae: Auranticarpa, Bentleya, Billardiera, Bursaria, Cheiranthera, Hymenosporum, Marianthus, Pittosporum, Pronaya, Rhytidosporum, Xerosollya
    - Torricelliaceae: Aralidium, Melanophylla, Torricellia

  - Aquifoliales
    - Aquifoliaceae: Ilex
    - Cardiopteridaceae: Cardiopteris, Citronella, Dendrobangia, Gonocaryum, Leptaulus, Pseudobotrys
    - Helwingiaceae: Helwingia
    - Phyllonomaceae: Phyllonoma
    - Stemonuraceae: Cantleya, Codiocarpus, Discophora, Gastrolepis, Gomphandra, Grisollea, Hartleya, Irvingbaileya, Lasianthera, Medusanthera, Stemonurus, Whitmorea

  - Asterales:
    - Alseuosmiaceae
    - Argophyllaceae
    - Asteraceae
    - Calyceraceae
    - Campanulaceae
    - Goodeniaceae
    - Menyanthaceae
    - Pentaphragmataceae
    - Phellinaceae
    - Rousseaceae
    - Stylidiaceae

  - Austrobaileyales
    - Austrobaileyaceae
    - Schisandraceae
    - Trimeniaceae

  - Berberidopsidales
    - Aextoxicaceae
    - Berberidopsidaceae

  - Boraginales
    - Boraginaceae

  - Brassicales
    - Akaniaceae
    - Bataceae
    - Brassicaceae
    - Bretschneideraceae
    - Capparaceae
    - Caricaceae
    - Cleomaceae
    - Emblingiaceae
    - Gyrostemonaceae
    - Koeberliniaceae
    - Limnanthaceae
    - Moringaceae
    - Pentadiplandraceae
    - Resedaceae
    - Salvadoraceae
    - Setchellanthaceae
    - Stixaceae
    - Tovariaceae
    - Tropaeolaceae

  - Bruniales
    - Bruniaceae
    - Columelliaceae

  - Buxales
    - Buxaceae
    - Didymelaceae

  - Canellales
    - Canellaceae
    - Winteraceae

  - Caryophyllales
    - Achatocarpaceae
    - Aizoaceae
    - Amaranthaceae
    - Anacampserotaceae
    - Ancistrocladaceae
    - Asteropeiaceae
    - Barbeuiaceae
    - Basellaceae
    - Cactaceae
    - Caryophyllaceae
    - Didiereaceae
    - Dioncophyllaceae
    - Droseraceae
    - Drosophyllaceae
    - Frankeniaceae
    - Gisekiaceae
    - Halophytaceae
    - Kewaceae
    - Limeaceae
    - Lophiocarpaceae
    - Macarthuriaceae
    - Microteaceae
    - Molluginaceae
    - Montiaceae
    - Nepenthaceae
    - Nyctaginaceae
    - Physenaceae
    - Phytolaccaceae
    - Plumbaginaceae
    - Polygonaceae
    - Portulacaceae
    - Rhabdodendraceae
    - Sarcobataceae
    - Simmondsiaceae
    - Stegnospermataceae
    - Talinaceae
    - Tamaricaceae

  - Celastrales
    - Celastraceae
    - Lepidobotryaceae

  - Ceratophyllales
    - Ceratophyllaceae

  - Chloranthales
    - Chloranthaceae

  - Cornales
    - Cornaceae
    - Curtisiaceae
    - Grubbiaceae
    - Hydrangeaceae
    - Hydrostachyaceae
    - Loasaceae

  - Crossosomatales
    - Aphloiaceae
    - Crossosomataceae
    - Geissolomataceae
    - Guamatelaceae
    - Stachyuraceae
    - Staphyleaceae
    - Strasburgeriaceae

  - Cucurbitales
    - Anisophylleaceae
    - Apodanthaceae
    - Begoniaceae
    - Coriariaceae
    - Corynocarpaceae
    - Cucurbitaceae
    - Datiscaceae
    - Tetramelaceae

  - Dilleniales
    - Dilleniaceae

  - Dipsacales
    - Adoxaceae
    - Caprifoliaceae
    - Diervillaceae
    - Dipsacaceae
    - Linnaeaceae

  - Ericales
    - Actinidiaceae
    - Balsaminaceae
    - Clethraceae
    - Cyrillaceae
    - Diapensiaceae
    - Ebenaceae
    - Ericaceae
    - Fouquieriaceae
    - Lecythidaceae
    - Marcgraviaceae
    - Mitrastemonaceae
    - Napoleonaceae
    - Pentaphylacaceae
    - Polemoniaceae
    - Primulaceae
    - Roridulaceae
    - Sapotaceae
    - Sarraceniaceae
    - Scytopetalaceae
    - Sladeniaceae
    - Styracaceae
    - Symplocaceae
    - Tetrameristaceae
    - Theaceae

  - Escalloniales
    - Escalloniaceae

  - Fabales
    - Fabaceae
    - Polygalaceae
    - Quillajaceae
    - Surianaceae

  - Fagales
    - Betulaceae
    - Casuarinaceae
    - Fagaceae
    - Juglandaceae
    - Myricaceae
    - Nothofagaceae
    - Ticodendraceae

  - Garryales
    - Eucommiaceae
    - Garryaceae

  - Gentianales
    - Apocynaceae
    - Gelsemiaceae
    - Gentianaceae
    - Loganiaceae
    - Rubiaceae

  - Geraniales
    - Francoaceae
    - Geraniaceae
    - Melianthaceae
    - Vivianiaceae

  - Gunnerales
    - Gunneraceae
    - Myrothamnaceae

  - Huerteales
    - Dipentodontaceae
    - Gerrardinaceae
    - Petenaeaceae
    - Sarcolaenaceae
    - Tapisciaceae

  - Icacinales
    - Icacinaceae
    - Oncothecaceae

  - Lamiales
    - Acanthaceae
    - Bignoniaceae
    - Byblidaceae
    - Calceolariaceae
    - Carlemanniaceae
    - Gesneriaceae
    - Lamiaceae
    - Lentibulariaceae
    - Linderniaceae
    - Martyniaceae
    - Mazaceae
    - Oleaceae
    - Orobanchaceae
    - Paulowniaceae
    - Pedaliaceae
    - Phrymaceae
    - Plantaginaceae
    - Plocospermataceae
    - Schlegeliaceae
    - Scrophulariaceae
    - Stilbaceae
    - Tetrachondraceae
    - Thomandersiaceae
    - Verbenaceae

  - Laurales
    - Atherospermataceae
    - Calycanthaceae
    - Gomortegaceae
    - Hernandiaceae
    - Lauraceae
    - Monimiaceae
    - Siparunaceae

  - Magnoliales
    - Annonaceae
    - Degeneriaceae
    - Eupomatiaceae
    - Himantandraceae
    - Magnoliaceae
    - Myristicaceae

  - Malpighiales
    - Achariaceae
    - Balanopaceae
    - Bonnetiaceae
    - Calophyllaceae
    - Caryocaraceae
    - Centroplacaceae
    - Chrysobalanaceae
    - Clusiaceae
    - Ctenolophonaceae
    - Dichapetalaceae
    - Elatinaceae
    - Erythroxylaceae
    - Euphorbiaceae
    - Euphroniaceae
    - Goupiaceae
    - Humiriaceae
    - Hypericaceae
    - Irvingiaceae
    - Ixonanthaceae
    - Lacistemataceae
    - Linaceae
    - Lophopyxidaceae
    - Malesherbiaceae
    - Malpighiaceae
    - Medusagynaceae
    - Ochnaceae
    - Pandaceae
    - Passifloraceae
    - Peraceae
    - Phyllanthaceae
    - Picrodendraceae
    - Podostemaceae
    - Putranjivaceae
    - Quiinaceae
    - Rafflesiaceae
    - Rhizophoraceae
    - Salicaceae
    - Trigoniaceae
    - Turneraceae
    - Violaceae

  - Malvales
    - Bixaceae
    - Cistaceae
    - Cytinaceae
    - Diegodendraceae
    - Dipterocarpaceae
    - Malvaceae
    - Muntingiaceae
    - Neuradaceae
    - Sphaerosepalaceae
    - Thymelaeaceae

  - Metteniusales
    - Metteniusaceae

  - Myrtales
    - Alzateaceae
    - Combretaceae
    - Crypteroniaceae
    - Lythraceae
    - Melastomataceae
    - Myrtaceae
    - Onagraceae
    - Penaeaceae
    - Vochysiaceae

  - Nymphaeales
    - Cabombaceae
    - Hydatellaceae
    - Nymphaeaceae

  - Oxalidales
    - Brunelliaceae
    - Cephalotaceae
    - Connaraceae
    - Cunoniaceae
    - Elaeocarpaceae
    - Huaceae
    - Oxalidaceae

  - Paracryphiales
    - Paracryphiaceae

  - Picramniales
    - Picramniaceae

  - Piperales
    - Aristolochiaceae
    - Hydnoraceae
    - Piperaceae
    - Saururaceae

  - Proteales
    - Nelumbonaceae
    - Platanaceae
    - Proteaceae
    - Sabiaceae

  - Ranunculales
    - Berberidaceae
    - Circaeasteraceae
    - Eupteleaceae
    - Lardizabalaceae
    - Menispermaceae
    - Papaveraceae
    - Ranunculaceae

  - Rosales
    - Barbeyaceae
    - Cannabaceae
    - Dirachmaceae
    - Elaeagnaceae
    - Moraceae
    - Rhamnaceae
    - Rosaceae
    - Ulmaceae
    - Urticaceae

  - Santalales
    - Aptandraceae
    - Balanophoraceae
    - Coulaceae
    - Erythropalaceae
    - Loranthaceae
    - Misodendraceae
    - Octoknemaceae
    - Olacaceae
    - Opiliaceae
    - Santalaceae
    - Schoepfiaceae
    - Strombosiaceae
    - Ximeniaceae

  - Sapindales
    - Anacardiaceae
    - Biebersteiniaceae
    - Burseraceae
    - Kirkiaceae
    - Meliaceae
    - Nitrariaceae
    - Rutaceae
    - Sapindaceae
    - Simaroubaceae
    - Tetradiclidaceae

  - Saxifragales
    - Altingiaceae
    - Aphanopetalaceae
    - Cercidiphyllaceae
    - Crassulaceae
    - Cynomoriaceae
    - Daphniphyllaceae
    - Grossulariaceae
    - Haloragaceae
    - Hamamelidaceae
    - Iteaceae
    - Paeoniaceae
    - Penthoraceae
    - Peridiscaceae
    - Saxifragaceae
    - Tetracarpaeaceae

  - Solanales
    - Convolvulaceae
    - Hydroleaceae
    - Montiniaceae
    - Solanaceae
    - Sphenocleaceae

  - Trochodendrales
    - Trochodendraceae

  - Vahliales
    - Vahliaceae

  - Vitales
    - Vitaceae

  - Zygophyllales
    - Krameriaceae
    - Zygophyllaceae

### Marattiopsida
- Marattiopsida Doweld
  - Marattiales
    - Marattiaceae: Angiopteris,, Christensenia,, Danaea,, Eupodium,, Marattia,, Ptisana

### Pinopsida
- Pinopsida
  - Pinales
    - Araucariaceae
    - Cephalotaxaceae
    - Cupressaceae
    - Phyllocladaceae
    - Pinaceae
    - Podocarpaceae
    - Sciadopityaceae
    - Taxaceae

### Polypodiopsida
- Polypodiopsida Cronquist, Takht. & Zimmerm.
  - Cyatheales
    - Cibotiaceae
    - Culcitaceae
    - Cyatheaceae
    - Dicksoniaceae
    - Loxsomataceae
    - Metaxyaceae
    - Plagiogyriaceae
    - Thyrsopteridaceae

  - Gleicheniales
    - Dipteridaceae
    - Gleicheniaceae
    - Matoniaceae

  - Hymenophyllales
    - Hymenophyllaceae

  - Osmundales
    - Osmundaceae

  - Polypodiales
    - Aspleniaceae
    - Athyriaceae
    - Blechnaceae
    - Cystopteridaceae
    - Davalliaceae
    - Dennstaedtiaceae
    - Desmophlebiaceae
    - Diplaziopsidaceae
    - Dryopteridaceae
    - Hemidictyaceae
    - Hypodematiaceae
    - Lindsaeaceae
    - Lomariopsidaceae
    - Lonchitidaceae
    - Oleandraceae
    - Onocleaceae
    - Polypodiaceae
    - Pteridaceae
    - Rhachidosoridaceae
    - Saccolomataceae
    - Tectariaceae
    - Thelypteridaceae
    - Woodsiaceae

  - Salviniales
    - Marsileaceae
    - Salviniaceae

  - Schizaeales
    - Anemiaceae
    - Lygodiaceae
    - Schizaeaceae

### Psilotopsida
- Psilotopsida D. H. Scott
  - Ophioglossales
    - Ophioglossaceae: Botrychium, Cheiroglossa, Helminthostachys, Mankyua, Ophioglossum

  - Psilotales
    - Psilotaceae: Psilotum, Tmesipteris